# 346 aC
El 346 aC va ser un any del calendari romà pre-julià. En temps de la República i de l'Imperi Romà, era conegut com a any del consolat de Corvus i Visol (o, més rarament, any 408 ab urbe condita o de la Fundació de Roma). L'ús del nom «346 aC» per referir-se a aquest any es remunta a l'alta edat mitjana, quan el sistema Anno Domini va ser el mètode de numeració dels anys més comú a Europa.

## Esdeveniments

### Antiga Grècia
- Filòcrates, orador atenenc, va tenir un paper important en el tractat de pau negociat amb Filip II de Macedònia. Dona suport juntament amb Demòstenes a la petició dels amics dels atenencs que havien estat fets presoners a Olint l'any 347 aC i fa enviar un ambaixador a negociar el seu rescat. També proposa una moció, aprovada per unanimitat, que permet a Filip II d'enviar a Atenes un herald i diversos ambaixadors per negociar la pau.[2]
- Parmenió, dirigeix el setge d'Halos a Tessàlia, l'ocupa i la destrueix. Una mica després Filip II l'envia a Atenes, junt amb Antípatre i Euríloc, per ratificar el tractat de pau.[3]
- Tebes ataca la Fòcida i incendia Abes. La intervenció de Filip II, que destrueix diverses ciutats de la Fòcida posa fi a la guerra.[4]

### Sicília
- Dionisi el Jove, tirà de Siracusa, a qui Dió li havia pres el tron aprofitant una absència, embarca des de Locres cap a Siracusa amb una flota i s'apodera de la ciutat aquest any 346 aC, segons Plutarc. Abans, Cal·lip havia enderrocat Dió, i al seu torn Hiparí, fill de Dionisi el Vell i d'Aristòmaca i, per tant, nebot de Dió, va enderrocar Cal·lip i va mantenir el poder uns dos anys. Un altre nebot, Niseu va prendre el poder i llavors Dionisi va conquerir la ciutat. Però mentre estava absent de Locres la ciutat es va revoltar, va expulsar la guarnició que hi havia deixat i va matar de manera cruel la seva dona i els seus fills.[5][6]

### Antiga Roma
- Marc Valeri Corvus i Gai Peteli Libó Visol són elegits cònsols.[7]
- Valeri Corvus fa la guerra contra els volscs, als que derrota en una batalla, i conquereix Satricum, que incendia i destrueix fins als fonaments excepte el temple de la Mater Matuta. Obté els honors del triomf en tornar a Roma.[8]